# Ахенский диалект
А́хенский диале́кт (самоназв. Öcher Platt) — диалект немецкого языка, распространённый прежде всего в Ахене и его окрестностях. Принадлежит к рипуарским диалектам средненемецкой группы.
Ахенский диалект плохо понимаем носителями других диалектов. Можно понимать ахенский как вариант рейнландского региолекта, с которым у них много общего, всё же последний более понятен для носителей верхненемецких диалектов. Диалектологи отмечают родство ахенского диалекта с некоторыми диалектами Нидерландов и немецкоязычной Бельгии.
С конца Второй мировой войны диалект употребляется всё реже.